# 소말리아야생당나귀
소말리아야생당나귀(학명 : Equus africanus somaliensis)는 말과 말속 당나귀아속에 속하는 아프리카야생당나귀의 아종으로, 소말리아·에리트레아·에티오피아 아파르 주 등 홍해와 인접한 지역에 주로 서식한다. 북부 아프리카 지역에서 가축으로 이용되는 당나귀의 조상으로, 아카시아 덤불 및 사막에서 자생하는 초목을 먹이로 한다. 네 다리에 얼룩말과 비슷한 줄무늬가 있는 것이 특징이다.

## 분포와 보존
야생에 700-1,000마리 남짓밖에 안 남은 심각한 멸종 위기종이며, 그 가운데 동물원에서 기르고 있는 수는 약 200마리 정도이다. 스위스의 바젤에 있는 바젤 동물원에서 이 종의 복원을 위하여 프로젝트를 실시하고 있다.